# Juliaca suturalis
Juliaca suturalis är en insektsart som först beskrevs av Melichar 1951.  Juliaca suturalis ingår i släktet Juliaca och familjen dvärgstritar. Inga underarter finns listade i Catalogue of Life.